# Saint-Pierre-sur-Erve
Saint-Pierre-sur-Erve ist eine französische Gemeinde mit 132 Einwohnern (Stand: 1. Januar 2022) im Département Mayenne in der Region Pays de la Loire. Sie gehört zum Arrondissement Mayenne und zum Kanton Meslay-du-Maine. 

## Geographische Lage
Saint-Pierre-sur-Erve liegt etwa 29 Kilometer ostsüdöstlich von Laval an der Erve. Umgeben wird Saint-Pierre-sur-Erve von den Nachbargemeinden Saint-Jean-sur-Erve im Norden, Thorigné-en-Charnie im Osten und Südosten, Saulges im Süden und Westen sowie Vaiges im Nordwesten.

## Bevölkerungsentwicklung
| Jahr                       | 1962 | 1968 | 1975 | 1982 | 1990 | 1999 | 2006 | 2019 |
| Einwohner                  | 204  | 173  | 148  | 160  | 129  | 151  | 136  | 141  |
| Quellen: Cassini und INSEE |      |      |      |      |      |      |      |      |

## Sehenswürdigkeiten
- Kirche Saint-Pierre aus dem 16. Jahrhundert
- Kapelle Saint-Sylvain aus dem 14. Jahrhundert
- Pfarrhaus aus dem 19. Jahrhundert
- Brücke über den Erve aus dem 12./13. Jahrhundert

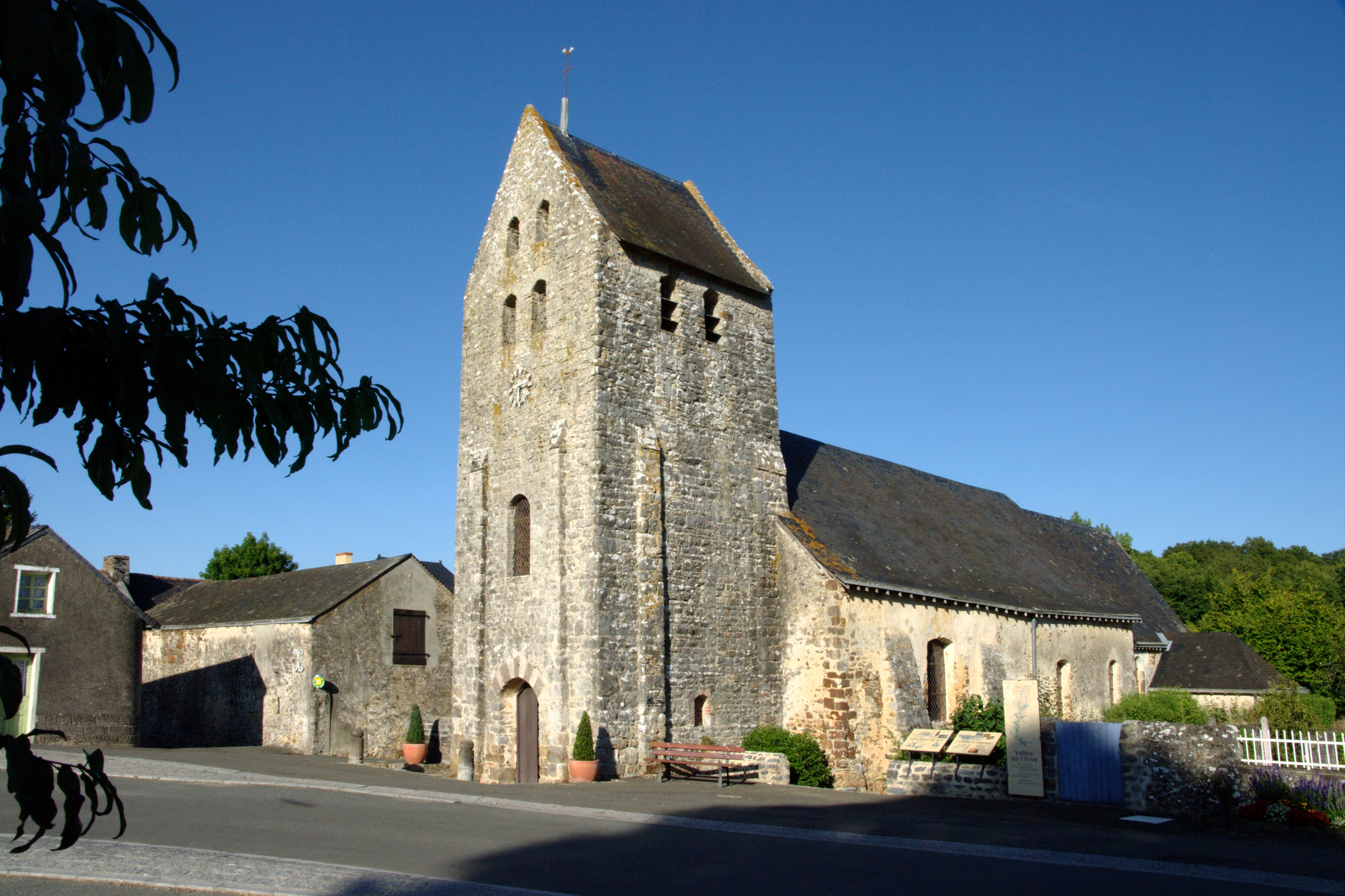
Kirche Saint-Pierre
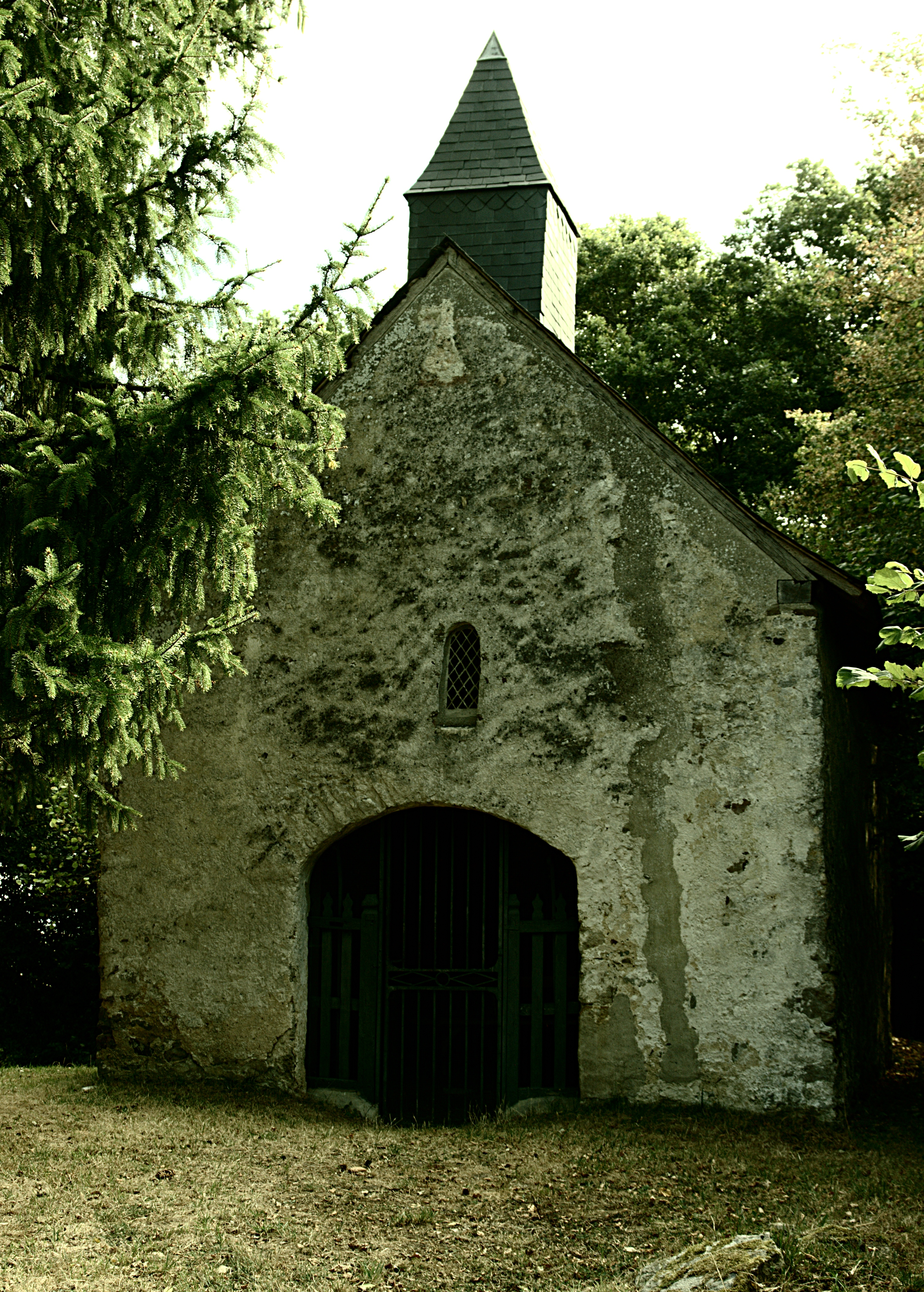
Kapelle Saint-Sylvain
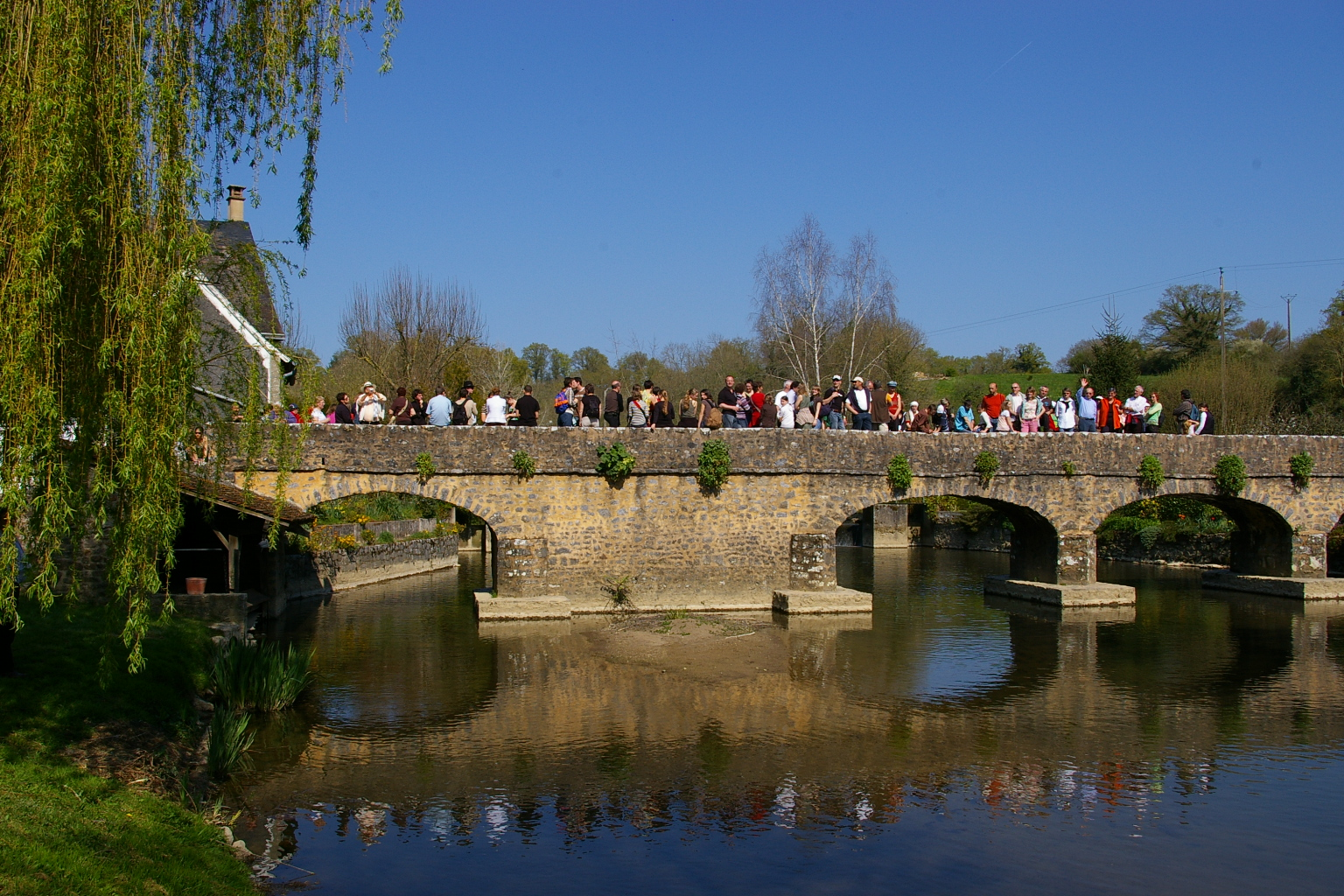
Brücke über den Erve